# Blacksburg (Karolina Południowa)
Blacksburg – miasto w Stanach Zjednoczonych, w stanie Karolina Południowa, w hrabstwie Cherokee.